# فرشته کوهستانی
فرشته کوهستانی (۱۳۷۰–۴ جدی/دی ۱۳۹۹) روزنامه‌نگار و فعال حقوق زنان بود.

## زندگی‌نامه
فرشته کوهستانی (زاده ۱۳۷۰) از خانوادهٔ تاجیک تبار در ولایت کاپیسا متولد شد. کوهستانی فارغ‌التحصیل دانشگاه دهلی هندوستان، فعال حقوق زنان، متأهل بوده و دارای یک فرزند با نام مصطفی یگانه است.
وی از سالها پیش وارد فعالیت‌های مدنی و ویژه حقوق زنان شده بود و شعارش ایجاد یک جامعه عاری از خشونت و تبعیض بود.
او ریاست جنبش زنان کاپیسا و همچنان عضو ارشد و فعال (سازمان جوانان کاپیسا) را در زمان ترور بر عهده داشت.

## ترور
فرشته کوهستانی ۴ جدی/دی ۱۳۹۹ به همراه برادرش، هدف تیراندازی افراد ناشناس موترسوار در روستای ده‌نو عزت‌خیل ولسوالی حصه اول کوهستان کاپیسا قرار گرفت و کشته شدند.
فرشته و برادرش در روز بعد مرگشان جمعه ۵ جدی/دی ۱۳۹۹ در ولسوالی حصه اول کوهستان ولایت کاپیسا دفن شدند. ترور این بانوی فعال حقوق زنان در افغانستان با واکنش‌های تند در این کشور مواجه شده است.
دو هفته پیش از مرگش در صفحه فیس‌بوکش نوشته بود که جانش در خطر است و باید نهادی امنیتی متوجه این هشدارهایش باشد: «دیر زمان می‌شود که روزگار خوشی ندارم. زندگی به کامم تلخ گشته و لحظاتم را با ترس و اصظراب سپری می‌کنم. چندین بار از وزارت داخله شخص وزیر، از رئیس مبارزه با جرایم، از رئیس تحقیقات جنایی و از رئیس امنیت ملی خواهش کردم که سخت زیر تهدید هستم. توجه کنید اما بی‌اعتنایی نمودند. من جوان ترس و اصضطراب نیستم، ترس من از آینده خانواده و همکارانم است که بعد من بی‌سرنوشت می‌مانند و دراین خرابکده چه خواهد کرد.»
مصطفی، پسر فرشته کوهستانی گفت: «مادر من بی‌گناه بود و بخاطر این‌که به وطن خدمت می‌کرد به شهادت رسید.»
به گفته بانو کوهستانی در این پیام او به نهادهای امنیتی این کشور هشدار داده بود: «خواهش می‌کنم موضوع من را جدی بگیرید در غیر آن عواقب بد و خونم بر گردن همان‌هایی است که با این که می‌دانند زیر تهدید هستم بازهم توجه نمی‌کنند.»
مسئولیت تیراندازی بر فرشته را کسی بر عهده نگرفته است.

## واکنش‌ها
- فوزیه کوفی، عضو هیئت مذاکره‌کننده افغانی با طالبان در واکنش به کشته شدن این بانو نوشت: «مسؤولین بی‌کفایت امنیتی، آیا خانواده‌های شما در کابل زندگی می‌کنند، اگر نه، چرا، به دیگران می‌پسندید و به خود نه. شما در یک شبانه‌روز چند ساعت برای بهبود امنیت مردم صرف می‌کنید. تروریست‌ها کار خود را خوب انجام می‌دهند. شما در برابر آن‌ها چه کرده‌اید؟»[۴]
- زلمی نوری، عضو مجلس نمایندگان این کشور نیز نوشت: «دشمان مردم افغانستان بار دیگر جنایت خلق کردند و یکی از خوشنام‌ترین مبارزین مدنی و عدالتخواه (فرشته کوهستانی) را ناجوانمردانه ترور کردند.»
- مسؤولین استان کاپیسا نیز قتل بانو کوهستانی را محکوم کردند و گفتند: «فرشته کوهستانی از زنان مبارز و فعالان مدنی کشور بود که همواره در راستای دادخواهی برای حقوق زنان و مبارزات مدنی تلاش می‌کرد که متأسفانه شامگاه امروز از سوی افراد ناشناس ترور شد.»